# المدرج (بريدة)
المدرج  أحد مراكز إمارة منطقة القصيم، تقع في الأسياح  ويقطنها  4,637 نسمة.

## سكانه
يسكن مركز المدرج افراد من قبيله الحوازم من حرب والاكثريه هم من الظواهر من الحوازم من حرب وبالاضافه الى اسر من فخوذ الحوازم الاخرى اقليات 
وامير المركز هو شلاح بن عبدالله بن مضيان الظاهري الحازمي الحربي